# Provincia Centrală, Kenya
Provincia Centrală este una dintre cele 9 unități administrativ-teritoriale de gradul I  ale Kenyei. Reședința sa este localitatea  Nyeri.